# Partit Verd Estonià
El Partit Verd Estonià (estonià Erakond Eestimaa Rohelised, EER) és un partit polític d'Estònia d'ideologia ecologista fundat el 2006. Té el seu origen en el Moviment Verd Estonià (Eesti Roheline Liikumine), fundat el maig de 1988 per Juhan Aare i que participà en les primeres protestes contra les autoritats soviètiques. Es va constituir com a partit polític el 19 d'agost de 1989, encara que el maig de 1990 es creà un partit verd rival sota la direcció de Vello Pohl. Després de dos anys de la fragmentació es crearen els Verds Estonians el desembre de 1991, però només va obtenir un escó per a Rein Järlik a les eleccions legislatives estonianes de 1992.
El 25 de novembre de 2006 el partit va celebrar la seva assemblea general, amb 361 representants dels 1.203 membres. El programa del partit fou ratificar i s'escollí una junta de 13 membres. Marek Strandberg va assenyalar que l'objectiu del partit era obtenir com a mínim 5 escons al Riigikogu escons a les properes eleccions i formar un grup parlamentari. Els principals punts del programa eren: la protecció dels boscos d'Estònia, el mar i altres recursos, la lluita contra el canvi climàtic, i la promoció de la democràcia directa. Econòmicament, el partit dona suport a la innovació i les polítiques fiscals conservadores. A les eleccions legislatives estonianes de 2007 els verds estonians va rebre 39.265 vots (7,1% del total) i sis escons al Riigikogu.

## Resultats electorals

### Eleccions legislatives
| Any  | Líder               | Vots   | %         | Escons  | +/− | Govern            |
| ---- | ------------------- | ------ | --------- | ------- | --- | ----------------- |
| 2007 | Aleksei Lotman      | 39,279 | 7.14 (#5) | 6 / 101 | Nou | Oposició          |
| 2011 | Aleksei Lotman      | 21,824 | 3.79 (#5) | 0 / 101 | 6   | Extraparlamentari |
| 2015 | Aleksander Laane    | 5,193  | 0.90 (#7) | 0 / 101 | =   | Extraparlamentari |
| 2019 | Züleyxa Izmailova   | 10,227 | 1.82 (#7) | 0 / 101 | =   | Extraparlamentari |
| 2023 | Johanna Maria Tõugu | 5,886  | 0.96 (#9) | 0 / 101 | =   | Extraparlamentari |

### Parlament Europeu
| Any  | Líder        | Vots   | %         | Escons | +/− | Grup |
| ---- | ------------ | ------ | --------- | ------ | --- | ---- |
| 2009 |              | 10,851 | 2.73 (#5) | 0 / 6  | Nou | −    |
| 2014 | Marko Kaasik | 986    | 0.30 (#7) | 0 / 6  | =   | −    |
| 2019 | Evelin Ilves | 5,824  | 1.75 (#7) | 0 / 6  | =   | −    |
| 2024 | Evelyn Sepp  | 2,246  | 0.61 (#9) | 0 / 6  | =   | −    |